# Probolomyrmex watanabei
Probolomyrmex watanabei es una especie de hormiga del género Probolomyrmex, tribu Probolomyrmecini, familia Formicidae. Fue descrita científicamente por Tanaka en 1974.
Se distribuye por China, Malasia y Singapur. Se ha encontrado a elevaciones de hasta  metros. Habita en la hojarasca del bosque.